# (20436) 1999 GA33
A (20436) 1999 GA33 a Naprendszer kisbolygóövében található aszteroida. A LINEAR projekt keretében fedezték fel 1999. április 12-én.